# Glaignes
Glaignes – miejscowość i gmina we Francji, w regionie Hauts-de-France, w departamencie Oise.
Według danych na rok 1990 gminę zamieszkiwały 404 osoby, a gęstość zaludnienia wynosiła 75 osób/km² (wśród 2293 gmin Pikardii Glaignes plasuje się na 605. miejscu pod względem liczby ludności, natomiast pod względem powierzchni na miejscu 836.).